# 西日本流体技研
株式会社西日本流体技研（にしにほんりゅうたいぎけん）は、長崎県佐世保市小佐々町に本社を置く企業（製造業）。

## 概要
佐世保市に主な事業所を置く佐世保重工業に所属していた技術者のうち、のちに社長となる小倉理一を中心とした7名がスピンアウトして設立したベンチャー企業である。
水等の流れを研究する流体技術の研究とその事業化を経営の柱とし、特に実験用回流水槽の製造については日本国内で約80％のシェアを有する。また、当社からさらに技術分野ごとに独立したグループ会社が2008年現在4社ある。

## 沿革
- 1979年8月30日 - 佐世保重工業から独立した技術者らにより設立。
- 1982年9月 - 小佐々工業団地内に模型工場を建設。
- 2006年5月 - 中小企業庁により「元気なモノ作り中小企業300社」の一つとして選定される。